# 孙和平 (1951年)
孙和平（1951年6月—），广东广州人，中华人民共和国政治人物、外交官。

## 生平
1977年，毕业于北京外国语学院英语系，进入中华人民共和国外交部工作。2003年，接替吴从勇，担任中华人民共和国驻尼泊尔大使。2007年，由郑祥林接任，其改任中华人民共和国驻乌干达大使。